# جزر صحاري
جزر صحاري (الاسم العلمي:Daucus sahariensis) هو نوع من النباتات يتبع جنس الجزر من الفصيلة الخيمية.